# Stazione di Baddimanna
La stazione di Baddimanna è una fermata ferroviaria situata nel comune di Sassari, lungo la ferrovia per Tempio e Palau, utilizzata esclusivamente per i servizi turistici legati al Trenino Verde.

## Storia

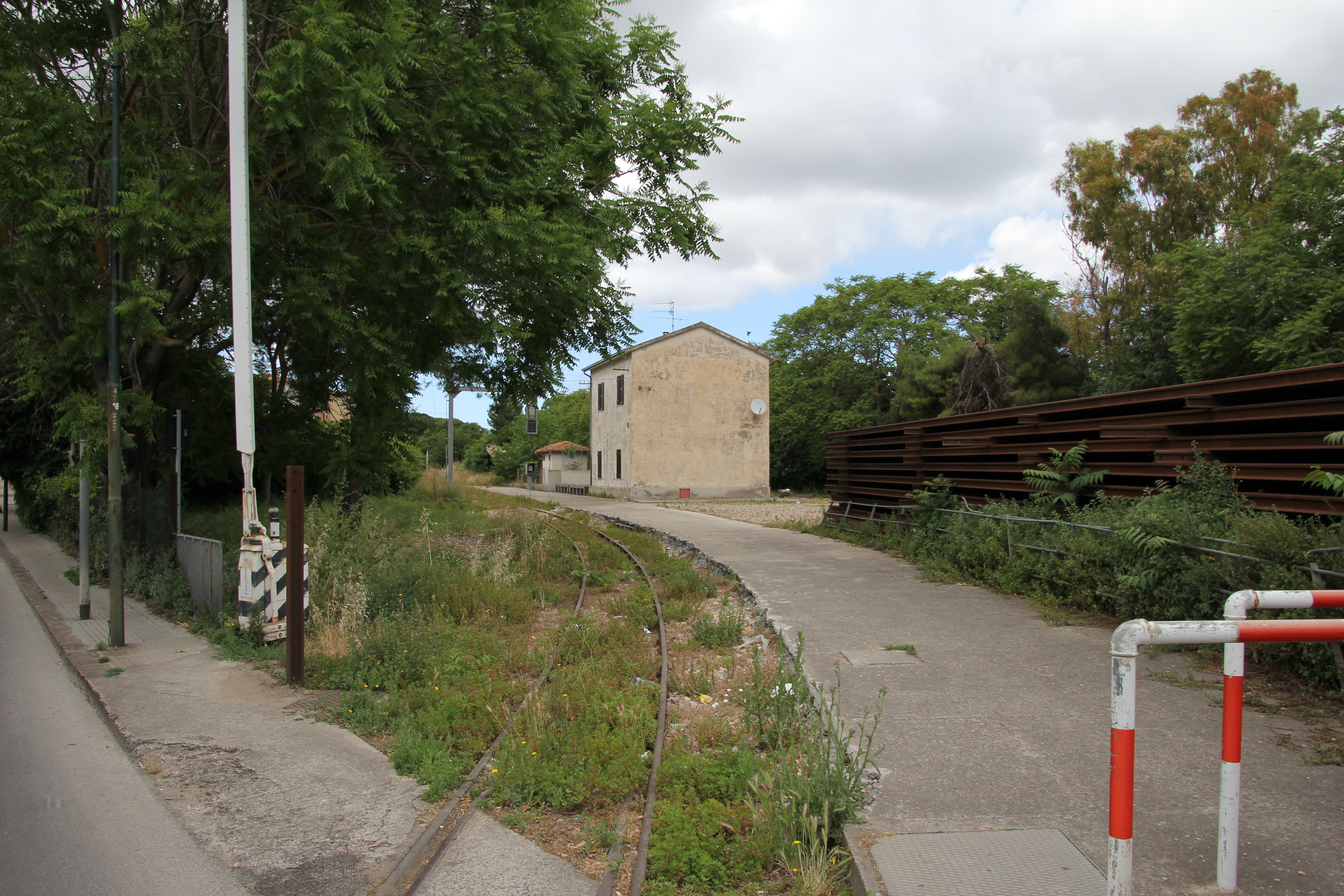
La fermata vista dal suo ingresso all'altezza della via Bellini: l'impianto trae nome da un vicino quartiere della città sassarese

Costruita nelle vicinanze dell'omonimo quartiere sassarese, la fermata di Baddimanna venne realizzata lungo la Sassari-Tempio-Palau nel corso del Novecento. Nel secondo dopoguerra la stazione risultava gestita dalle Strade Ferrate Sarde, passando poi alle Ferrovie della Sardegna nel 1989 e all'ARST nel 2010. Sotto questa gestione la fermata venne chiusa al servizio di trasporto pubblico ordinario il 1º febbraio 2015, restando attiva per le sole relazioni del Trenino Verde che già interessavano occasionalmente l'impianto da alcuni decenni, oltre che con una serie di treni a calendario nel periodo estivo effettuati a partire dal 1997.

## Strutture e impianti

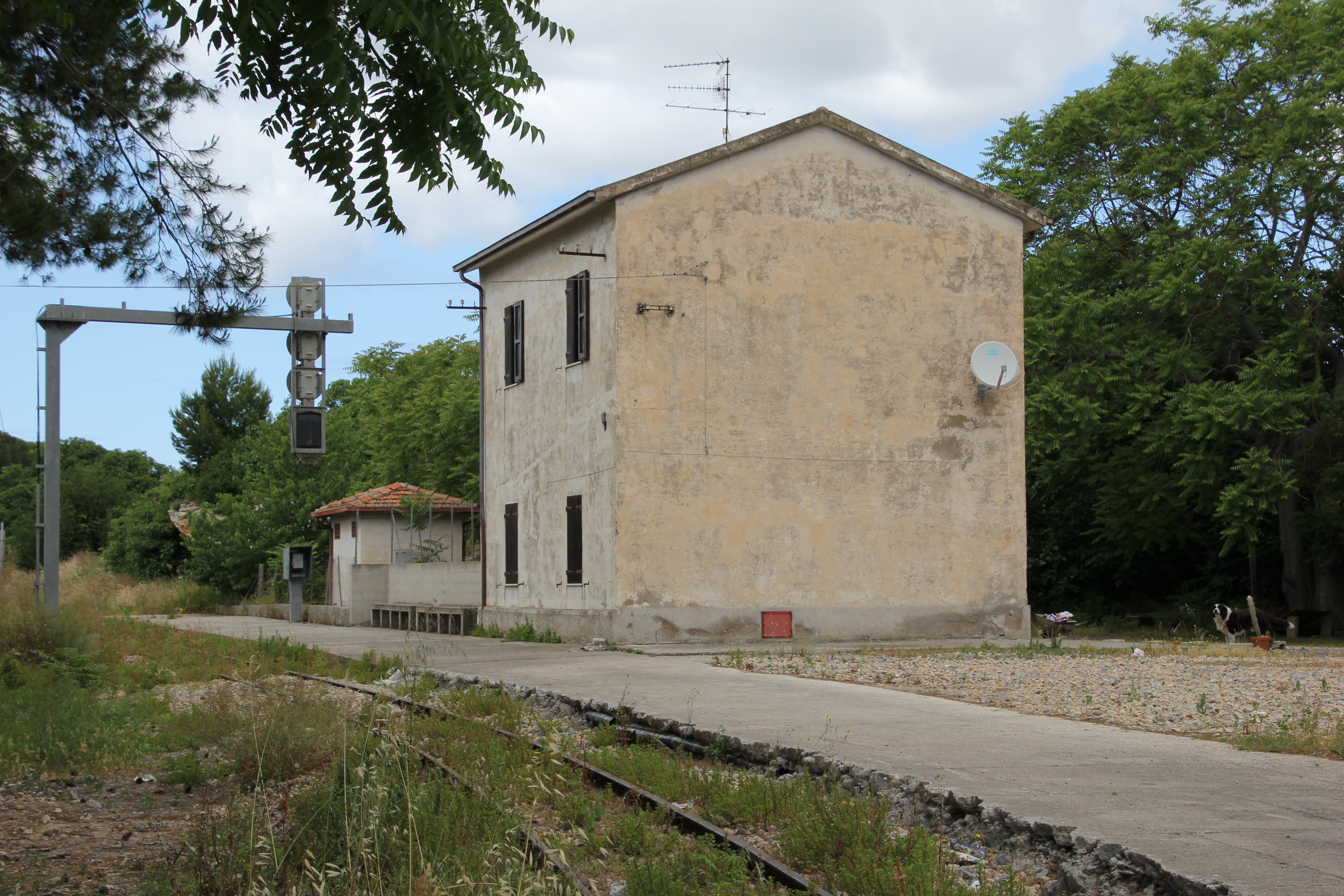
Vista delle strutture della fermata, con il binario di corsa in direzione Palau, e sulla destra il fabbricato viaggiatori affiancato da quello delle ritirate

Situata nelle vicinanze dello scalo ferroviario ARST di Sassari, la fermata è di tipo passante ed è quindi dotata del solo binario di corsa della linea per Palau, avente scartamento da 950 mm e servito da una banchina. 
L'impianto, impresenziato, è dotato di un fabbricato viaggiatori (chiuso al pubblico), un edificio a pianta quadrata con sviluppo su due piani (più tetto a falde) e due aperture sul lato binari. Presenti inoltre un locale per le ritirate, anch'esso inaccessibile all'utenza, oltre ad un casello ferroviario situato dinanzi all'accesso dello scalo, in corrispondenza del passaggio a livello di via Bellini.

## Movimento
L'impianto dal febbraio 2015 è utilizzato esclusivamente per le relazioni turistiche del Trenino Verde, effettuate a cura dell'ARST.

## Servizi
La stazione è dotata di servizi igienici, che tuttavia non sono di norma a disposizione dell'utenza.
- Servizi igienici